# Plavání na otevřené vodě na mistrovství světa v plaveckých sportech
Závody mistrovství světa v plavání na otevřené vodě se pořádají od roku 1991 v rámci mistrovství světa v plaveckých sportech.

## Medailová bilance z MS v plavání na otevřené vodě (1991–2023)
- Do tabulky jsou započteny medaile ze separátních mistrovství světa.

| Pořadí | Stát                     |       | Muži    | Muži  | Muži  |         | Ženy  | Ženy  | Ženy    |       | Štafety/Tým | Štafety/Tým | Štafety/Tým |  | Muži + Ženy + Štafety | Muži + Ženy + Štafety | Muži + Ženy + Štafety | Celkem | První medaile |
| Pořadí | Stát                     | Zlato | Stříbro | Bronz | Zlato | Stříbro | Bronz | Zlato | Stříbro | Bronz | Zlato       | Stříbro     | Bronz       |  |                       |                       |                       | Celkem | První medaile |
| ------ | ------------------------ | ----- | ------- | ----- | ----- | ------- | ----- | ----- | ------- | ----- | ----------- | ----------- | ----------- |  | --------------------- | --------------------- | --------------------- | ------ | ------------- |
| 1.     | Německo (GER)            |       | 15      | 8     | 6     |         | 10    | 11    | 14      |       | 8           | 3           | 3           |  | 33                    | 22                    | 23                    | 78     | 1994          |
| 2.     | Rusko (RUS)              |       | 14      | 11    | 16    |         | 9     | 8     | 5       |       | 4           | 5           | 1           |  | 27                    | 24                    | 22                    | 73     | 1994          |
| 3.     | Itálie (ITA)             |       | 7       | 11    | 10    |         | 7     | 7     | 9       |       | 5           | 2           | 5           |  | 19                    | 20                    | 24                    | 63     | 1991          |
| 4.     | USA (USA)                |       | 4       | 6     | 2     |         | 6     | 5     | 7       |       | 3           | 3           | 3           |  | 13                    | 14                    | 12                    | 39     | 1991          |
| 5.     | Nizozemsko (NED)         |       | 2       | 1     | 1     |         | 8     | 8     | 5       |       | 0           | 1           | 0           |  | 10                    | 10                    | 6                     | 26     | 1998          |
| 6.     | Austrálie (AUS)          |       | 3       | 4     | 2     |         | 3     | 1     | 6       |       | 2           | 5           | 4           |  | 8                     | 10                    | 12                    | 30     | 1991          |
| 7.     | Brazílie (BRA)           |       | 0       | 0     | 0     |         | 8     | 4     | 8       |       | 0           | 1           | 1           |  | 8                     | 5                     | 9                     | 22     | 2006          |
| 8.     | Francie (FRA)            |       | 3       | 4     | 2     |         | 2     | 4     | 2       |       | 1           | 1           | 1           |  | 6                     | 9                     | 5                     | 20     | 2000          |
| 9.     | Španělsko (ESP)          |       | 2       | 4     | 1     |         | 0     | 1     | 1       |       | 0           | 0           | 0           |  | 2                     | 5                     | 2                     | 9      | 1998          |
| 10.    | Řecko (GRE)              |       | 2       | 2     | 2     |         | 0     | 1     | 1       |       | 0           | 1           | 0           |  | 2                     | 4                     | 3                     | 9      | 2007          |
| 11.    | Spojené království (GBR) |       | 0       | 2     | 1     |         | 2     | 2     | 0       |       | 0           | 0           | 0           |  | 2                     | 4                     | 1                     | 7      | 2004          |
| 12.    | Maďarsko (HUN)           |       | 1       | 1     | 2     |         | 0     | 2     | 0       |       | 0           | 2           | 2           |  | 1                     | 5                     | 4                     | 10     | 1991          |
| 13.    | Bulharsko (BUL)          |       | 1       | 1     | 5     |         | 0     | 0     | 0       |       | 0           | 0           | 0           |  | 1                     | 1                     | 5                     | 7      | 2000          |
| 14.    | Kanada (CAN)             |       | 1       | 1     | 1     |         | 0     | 0     | 0       |       | 0           | 0           | 0           |  | 1                     | 1                     | 1                     | 3      | 1994          |
| 15.    | Jižní Afrika (RSA)       |       | 1       | 0     | 1     |         | 0     | 0     | 0       |       | 0           | 0           | 0           |  | 1                     | 0                     | 1                     | 2      | 2009          |
| 16.    | Švýcarsko (SUI)          |       | 0       | 0     | 0     |         | 1     | 0     | 1       |       | 0           | 0           | 0           |  | 1                     | 0                     | 1                     | 2      | 2002          |
| 17.    | Tunisko (TUN)            |       | 1       | 0     | 1     |         | 0     | 0     | 0       |       | 0           | 0           | 0           |  | 1                     | 0                     | 1                     | 2      | 2013          |
| 18.    | Čína (CHN)               |       | 0       | 0     | 0     |         | 1     | 0     | 0       |       | 0           | 0           | 0           |  | 1                     | 0                     | 0                     | 1      | 2019          |
| 19.    | Česko (CZE)              |       | 0       | 0     | 0     |         | 0     | 2     | 0       |       | 0           | 0           | 2           |  | 0                     | 2                     | 2                     | 4      | 2002          |
| 20.    | Belgie (BEL)             |       | 0       | 1     | 0     |         | 0     | 0     | 0       |       | 0           | 0           | 0           |  | 0                     | 1                     | 0                     | 1      | 2013          |
| 21.    | Ekvádor (ECU)            |       | 0       | 0     | 0     |         | 0     | 1     | 0       |       | 0           | 0           | 0           |  | 0                     | 1                     | 0                     | 1      | 2017          |
| 22.    | Argentina (ARG)          |       | 0       | 0     | 2     |         | 0     | 0     | 0       |       | 0           | 0           | 0           |  | 0                     | 0                     | 2                     | 2      | 1998          |
| 23.    | Egypt (EGY)              |       | 0       | 0     | 1     |         | 0     | 0     | 0       |       | 0           | 0           | 0           |  | 0                     | 0                     | 1                     | 1      | 2007          |
| 24.    | Ukrajina (UKR)           |       | 0       | 0     | 1     |         | 0     | 0     | 0       |       | 0           | 0           | 0           |  | 0                     | 0                     | 1                     | 1      | 2022          |
| Celkem | Celkem                   |       | 57      | 57    | 57    |         | 57    | 57    | 59      |       | 23          | 24          | 22          |  | 137                   | 138                   | 138                   | 413    |               |

## Medailisté z otevřené vody
- Tabulky jsou řazeny s preferencí podle individuálních medailí.

### Rekordmani
- 5 a více individuálních zlatých medailí

| Pořadí | Jméno                | Roč. | Stát       | Období    | Individuální | Individuální | Individuální |       | Dohromady se štafetou* | Dohromady se štafetou* | Dohromady se štafetou* | Celkem |
| Pořadí | Jméno                | Roč. | Stát       | Období    | Zlato        | Stříbro      | Bronz        | Zlato | Stříbro                | Bronz                  |                        | Celkem |
| ------ | -------------------- | ---- | ---------- | --------- | ------------ | ------------ | ------------ | ----- | ---------------------- | ---------------------- | ---------------------- | ------ |
| 1.     | Thomas Lurz          | 1979 | Německo    | 2002–2013 | 11           | 4            | 3            |       | 15                     | 5                      | 5                      | 25     |
| 2.     | Larisa Ilčenková     | 1988 | Rusko      | 2004–2009 | 8            | 1            | 0            |       | 9                      | 1                      | 1                      | 11     |
| 3.     | Ana Marcela Cunhaová | 1992 | Brazílie   | 2010–2023 | 7            | 1            | 7            |       | 7                      | 2                      | 7                      | 16     |
| 4.     | Edith van Dijková    | 1973 | Nizozemsko | 1998–2008 | 6            | 5            | 4            |       | 6                      | 5                      | 4                      | 15     |
| 5.     | Viola Valliová       | 1972 | Itálie     | 2000–2003 | 5            | 2            | 1            |       | 8                      | 3                      | 1                      | 12     |
| 6.     | Jurij Kudinov        | 1979 | Rusko      | 2000–2008 | 5            | 2            | 1            |       | 8                      | 3                      | 1                      | 12     |

### Česko
| Pořadí | Jméno            | Ročník | Období    | Individuální | Individuální | Individuální |       | Dohromady se štafetou* | Dohromady se štafetou* | Dohromady se štafetou* | Celkem |
| Pořadí | Jméno            | Ročník | Období    | Zlato        | Stříbro      | Bronz        | Zlato | Stříbro                | Bronz                  |                        | Celkem |
| ------ | ---------------- | ------ | --------- | ------------ | ------------ | ------------ | ----- | ---------------------- | ---------------------- | ---------------------- | ------ |
| 1.     | Jana Pechanová   | 1981   | 2003–2004 | 0            | 2            | 0            |       | 0                      | 2                      | 0                      | 2      |
| 2.     | Yvetta Hlaváčová | 1975   | 2002–2004 | 0            | 0            | 0            |       | 0                      | 0                      | 2                      | 2      |
| 2.     | Rostislav Vítek  | 1976   | 2002–2004 | 0            | 0            | 0            |       | 0                      | 0                      | 2                      | 2      |
| 4.     | Pavel Srb        | 1980   | 2002      | 0            | 0            | 0            |       | 0                      | 0                      | 1                      | 1      |
| 5.     | Jakub Fichtl     | 1984   | 2004      | 0            | 0            | 0            |       | 0                      | 0                      | 1                      | 1      |